# Парад білих халатів
«Парад білих халатів» (англ. The White Parade) — американська драма режисера Ірвінга Каммінгса 1934 року.

## Сюжет
Медсестри. Чим вони, по суті, зайняті? Завжди на побігеньках в шанованих докторів, за плечима яких довгий, копіткий шлях навчання в медінституті й роки практики. На жаль, мало хто замислюється, через які важкості — як фізичні, так і психологічні — часом доводиться проходити юним альтруїсткам, щоб приєднатися до параду білих халатів.

## У ролях
- Лоретта Янґ — Джун Арден
- Джон Боулс — Рональд Голл III
- Дороті Вілсон — Зіта Скофілд
- Мюріель Керкленд — Гленда Фарлі
- Астрід Еллвін — Гертруда Мак
- Френк Конрой — доктор Торн
- Джейн Дарвелл — міс «Сейлор» Робетс
- Сара Гейден — міс Гаррінгтон
- Джойс Комптон — Уна Меллон
- Джун Гіттелсон — Лу «Пейдж» Стеббінс
- Поллі Енн Янґ — Ханна Сеймур
- Ноель Френсіс — медсестра Клер
- Джейн Барнс — міс Воткінс